# جینزویل (مینه‌سوتا)
جینزویل، مینه‌سوتا (به انگلیسی: Janesville, Minnesota) یک شهر در ایالات متحده آمریکا است که در شهرستان وسکا، مینه‌سوتا واقع شده‌است.

## خصوصیات
جینزویل ۴٫۵۳ کیلومترمربع مساحت و ۲٬۲۵۶ نفر جمعیت دارد و ۳۲۵ متر بالاتر از سطح دریا واقع شده‌است.